# Tegernseer Tal

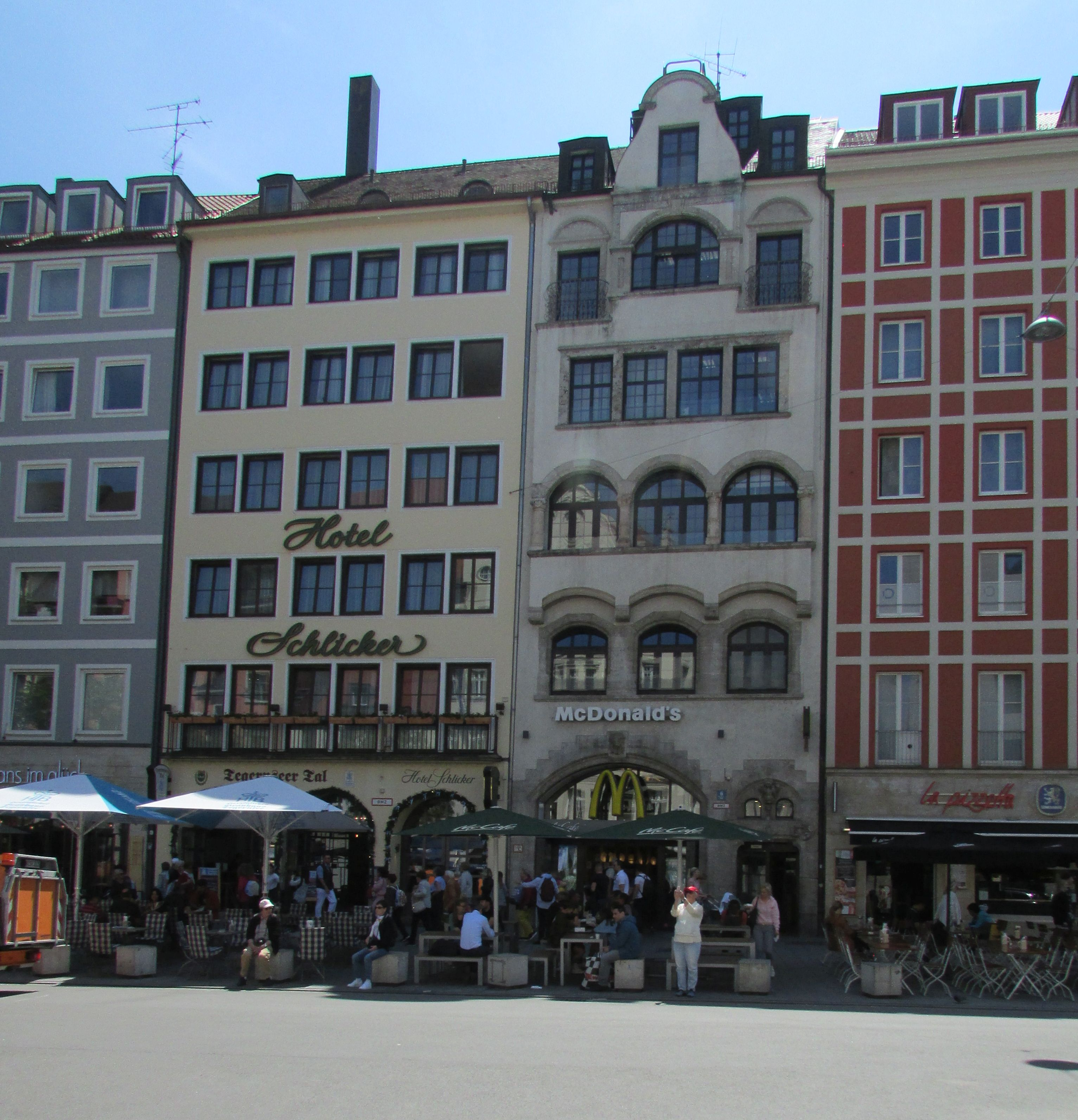
Tegernseer Tal

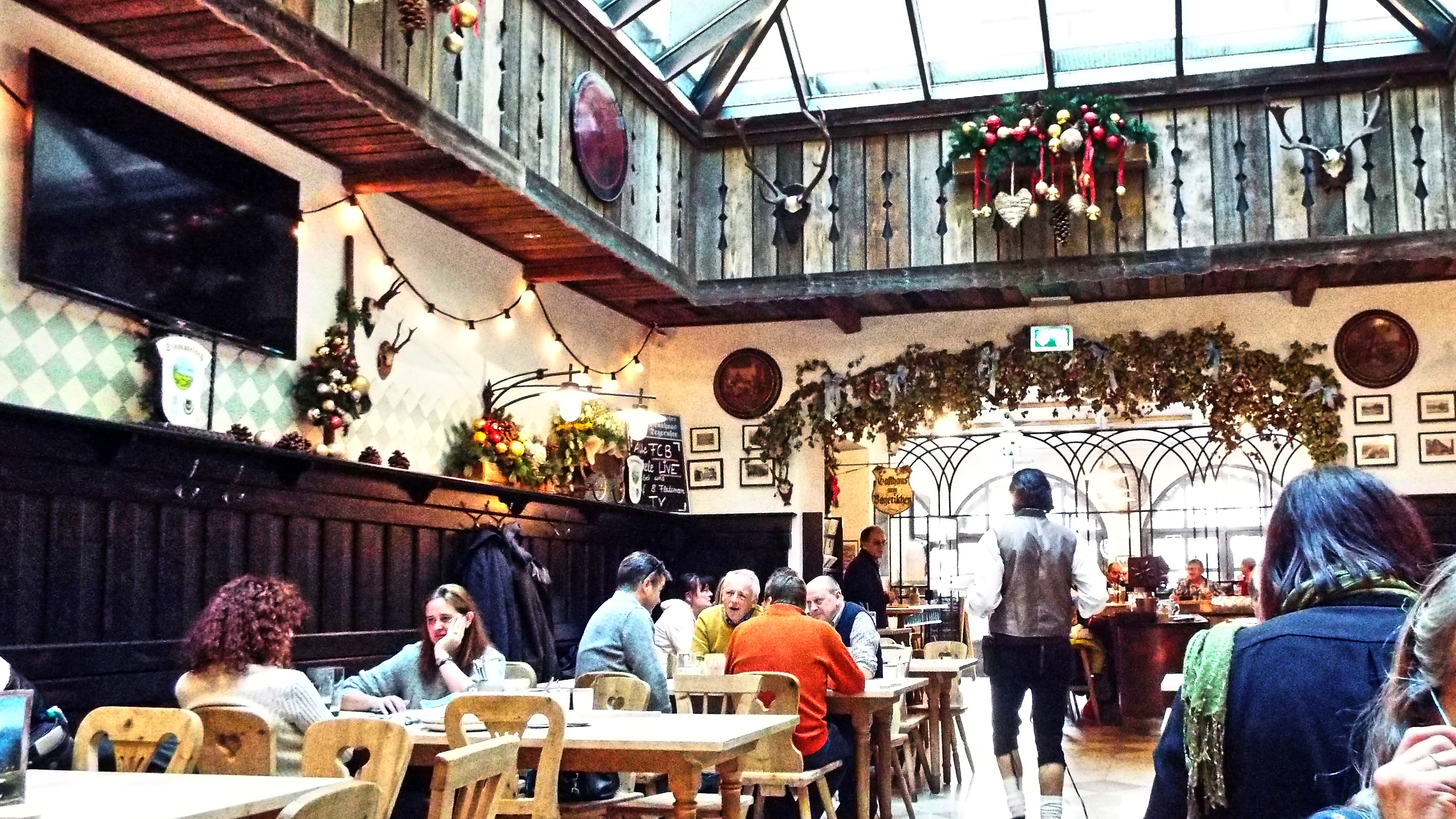
Gastraum

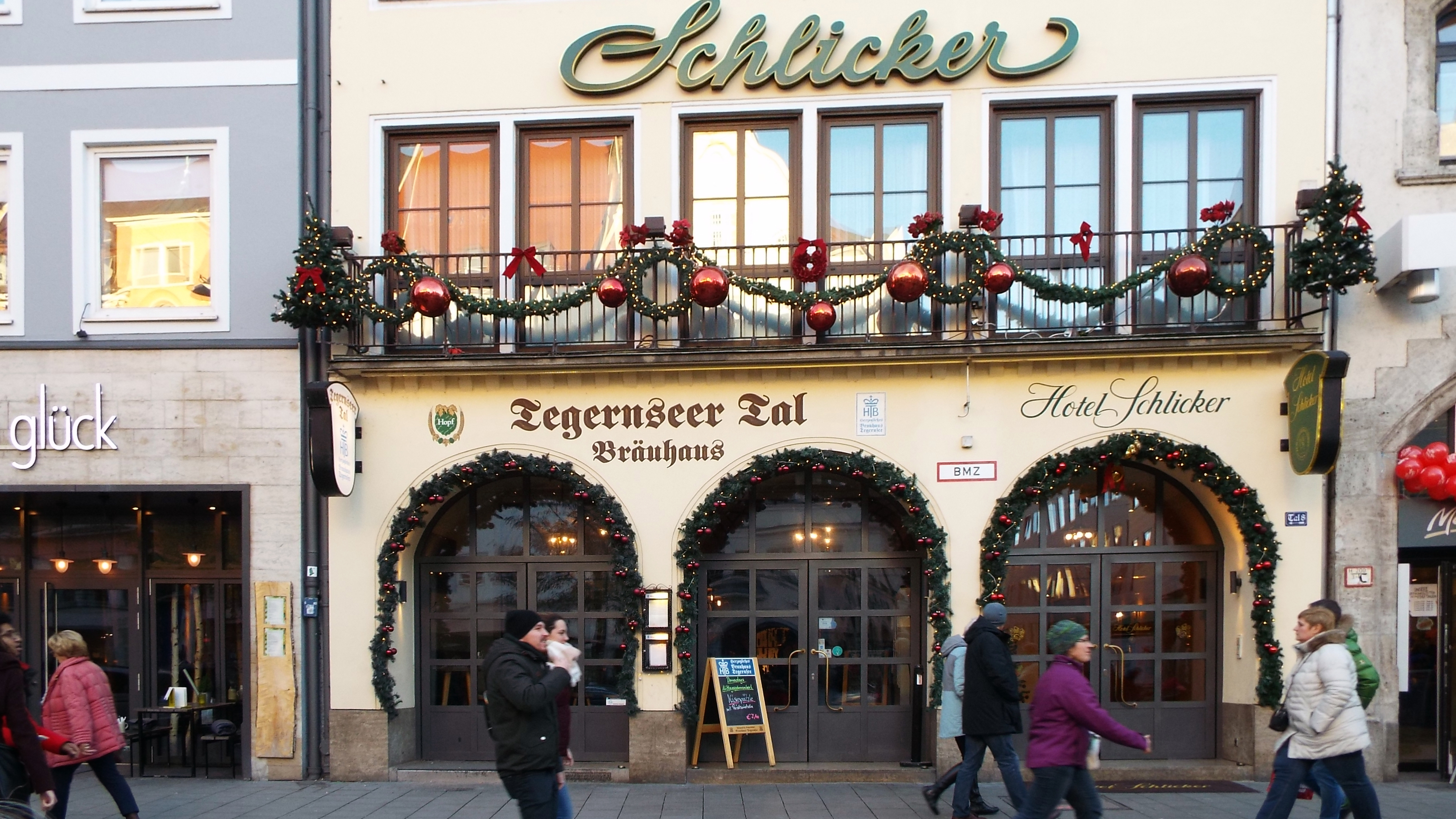
Gasthaus Tegernseer Tal & Eingang Hotel Schlicker

Das Tegernseer Tal ist ein bayerisches Traditionswirtshaus mit Ursprung im 15. Jahrhundert in der Innenstadt von München, Tal 8 (ehemals nach anderer Zählweise Tal 74). Seit Ende des 18. Jahrhunderts wird es im Volksmund als Schlicker oder Tal bezeichnet. Es gilt als eines der ältesten Gaststätten von München.

## Geschichte
Im Jahre 1433 finden sich unter dem Anwesen Tal 74 die ersten Erwähnungen eines Wirtshauses mit Hausbrauerei, das 1544 erstmals bei der Entrichtung der Schanksteuer durch den Gastwirt Bernhard Neumeier benannt wird. Seither war das Thal als Stadthaus in der Münchner Altstadt mit seinen Einkehrmöglichkeiten ein idealer Anlaufpunkt für Fuhrleute, Händler, Stadtschreibern und Ratsherren.
Im Grundbuch von 1556 wird das Gasthaus als dem Bernhard den Neumayr Gastgebers Haus, Hof, Stadl und Gärtl erwähnt. Nach seinem Tod 1589 geht Haus und Grund auf dessen Sohn Castner, der auch bereits 1592 stirbt. Dessen Cousine Anna Bullinger und deren Ehemann Thomas Koch erben den Gasthof, tauschen jedoch noch im gleichen Jahr gegen den Sedlhof zu Lutterwang. Damit geht das Anwesen in den Besitz der Patrizierfamilie Liegsalz, nämlich Andreas Liegsalz zu Ascholding und dessen Gattin Sabine, geborene Brumerin, über. Dessen Erben Friedrich und Karl Liegsalz verkaufen 1605 für 5900 Taler das Wirtshaus an Hans und Mathilde Humplmaier. Die Humplmaiers tauschen 1627 das Gasthaus mit einem angrenzenden Anwesen von Ludwig und Elisabeth Reiter.
Das Kloster Tegernsee erwarb 1643 das Anwesen und verkaufte es bereits im folgenden Jahr für 4250 Gulden an den Gastwirt Hans Prämer, der das Lokal bis zu seinem Tod 1680 führte. Während das Anwesen in diesem Jahr von Johann Andree ersteigert wurde, zahlte die Witwe Prämer weiterhin die Stadtsteuer und führte mit ihrem zweiten Ehemann Georg Stockhammer das Gasthaus bis 1685. Von 1685 bis zu seinem Tod am 21. Juni 1696 führte Michael Pentenrieder das Wirtshaus, das im darauffolgenden Jahr vom Eigentümer Andree für 14500 Gulden an den Bierbrauer Christoph Liesmeier und dessen Ehefrau Katharine verkauft wurde.
1721 kaufte Maria Ursula Jooin für 13128 Gulden das Anwesen und veräußerte es im folgenden Jahr 1722 es für 12.200 Gulden an Josef und Maria Pertl. Das Gasthaus wechselte 1733 an Bürger Lükke, 1766 für 17.500 Gulden an Andre Schlikker. Im Jahre 1782 erklärte Lorenz von Westenrieder in seinem Reiseführer Herrn Schlicker zum Weißen Rösl im Thal […] zu den vornehmsten Weingasthäusern. 1801 an Josef Reiter für 5.400 Gulden, 1802 für 50.000 Gulden an Peter Gärtner, 1805 an Josef Niederer und 1831 an Franziska Halbmeier.
Der Besitz ging 1833 auf Josef Riederer über, 1854 auf dessen Witwe Elionore, 1873 auf ihren Sohn Ferdinand und 1880 an dessen Witwe Anna Riederer, die alles 1881 an Peter Koller verkaufte.
1897 kaufte die Eheleute Josef und Viktoria Mayer das Gasthaus und ersetzen es durch einen vollständigen Neubau nach den Plänen der Architekten Heilmann & Littmann. Von 1908 bis 1967 wurde die Gaststätte von der Witwe Viktoria Mayer, später deren Nachkommen, geführt.
Von 1968 bis 2013 gab es mehrere Pächterwechsel. Nach Sanierungsmaßnahmen mit einem Aufwand von mehr als zwei Millionen Euro anhand historischer Pläne wurde die Gaststätte von Constantin Wahl und Peter Kinner am 1. Mai 2013 unter dem Namen Tegernseer Tal Bräuhaus wiedereröffnet.

## Gaststätte – Gestaltung und Betrieb
Bei den Sanierungsmaßnahmen im Jahre 2013, umgesetzt durch Architektenbüro Hildmann & Wilke, wurden aus dem bestehenden Gebäude zwei Decken herausgerissen und mit der Integration des früheren Innenhofs nun als großzügiger Lichthof mit Glaskuppel installiert. Die aufwändige Holzverarbeitung stellt sich im oberen Teil als Bauernhofbalkone, im unteren als dunkle Holztäfelung dar.
Das Lokal bietet zweihundert Sitzplätze in drei Gasträumen. Der Chefkoch Rainer Unglaub bietet eine Vielfalt von regionalen Produkten der klassischen bayerischen Speisen bis hin zu Burgergerichten an. In dem Gasthaus wird entsprechend dem geschichtlichen Hintergrund, dem Namen und der Thematik Bier des Herzoglich Bayerischen Brauhauses Tegernsee ausgeschenkt.

## Hotel Schlicker "Zum Goldenen Löwen"
Im gleichen Anwesen Tal 8 firmiert das Hotel Schlicker "Zum Goldenen Löwen" Karl Mayer OHG unter der Geschäftsführung von Fabian Stöhr mit 68 Zimmern und zwei Appartements. Es wirbt mit dem Slogan: Die besondere Atmosphäre aus Tradition, modernem Komfort und aufmerksamen Service macht das Hotel Schlicker zu einer der attraktivsten Reiseresidenzen im Zentrum Münchens. Gegründet bereits 1544 (erstmals im Münchner Grundbuch genannt) wurde das Flurstück von der Familie Mayer 1896 erworben und beinhaltet neben dem Hotelgebäude im Tal 8 auch die Wohngebäude in der Westenriederstrasse 15 und 15a. Seit einigen Jahren hat das Hotel die offizielle Klassifizierung des deutschen Hotel- und Gaststättenverbandes mit 3 Sterne Superior erhalten. Inhaber der Karl Mayer sind Florian Mayer, Katharina Stöhr und der geschäftsführende Gesellschafter Fabian Stöhr.